# Јерг Дремел
Јерг Дремел (Засен-Трантов, 3. мај 1945) бивши је источноннемачки атлетски репрезентативац у троскоку, освајач олимпијске медаља и европски првак на отвореном.

## Спортска каријера
У почетку бацач копља преквалификовао се на троскок где је и постигао највеће успехе. Прва значајнија међународна такмичења имао је крајем 1960-их годинама. Истакао се на Купу нација у атлетици 1970. и постао први немачки спортиста који је прешао границу од 17 m. Изабран је у састав репрезенртације за Европско првенство у атлетици на отвореном 1971. у Хелсинкију где победђује резултатом 17,16 м, за шест центиметара побеђује браниоца титуле и олимпијског победника Виктора Сањејевав из Совјетског Савеза,
Јерг Дремел осваја сребрну медаљу на Летњим олимпијским играма 1972. у Минхену, најбољим резултатом каријере 17,31 м. заостајући 5 цн иза победника Сањејева.

## Значајнији резултати
| Датум           | Такмичење                       | Место                   | Пласман         | Резултат        | Детаљи          |                 |
| Источна Немачка | Источна Немачка                 | Источна Немачка         | Источна Немачка | Источна Немачка | Источна Немачка | Источна Немачка |
| --------------- | ------------------------------- | ----------------------- | --------------- | --------------- | --------------- | --------------- |
| 1969.           | Европско првенство              | Атина, Грчка            | 6.              | 16,23 м ЛРС     |                 |                 |
| 1970.           | 1. Европско првенство у дворани | Беч, Аустрија           |                 | детаљи\|16,74 м |                 |                 |
| 1971.           | Европско првенство              | Хелсинки, Финска        |                 | 17,16 m         |                 |                 |
| 1972.           | Олимпијске игре                 | Минхен, Западна Немачка |                 | 17,31 m         |                 |                 |
| 1974.           | Европско првенство              | Рим, Италија            | 4.              | 16,54 m         |                 |                 |